# Hans-Jürgen Kreische
Hans-Jürgen Kreische (Dresden, 17 de Agosto de 1951) é um ex-futebolista profissional alemão que atuava como atacante, medalhista olímpico.

## Títulos
Alemanha Oriental
- Jogos Olímpicos Bronze em: 1976

## Ligações Externas
- Perfil na Sports Reference